# 邦多內山

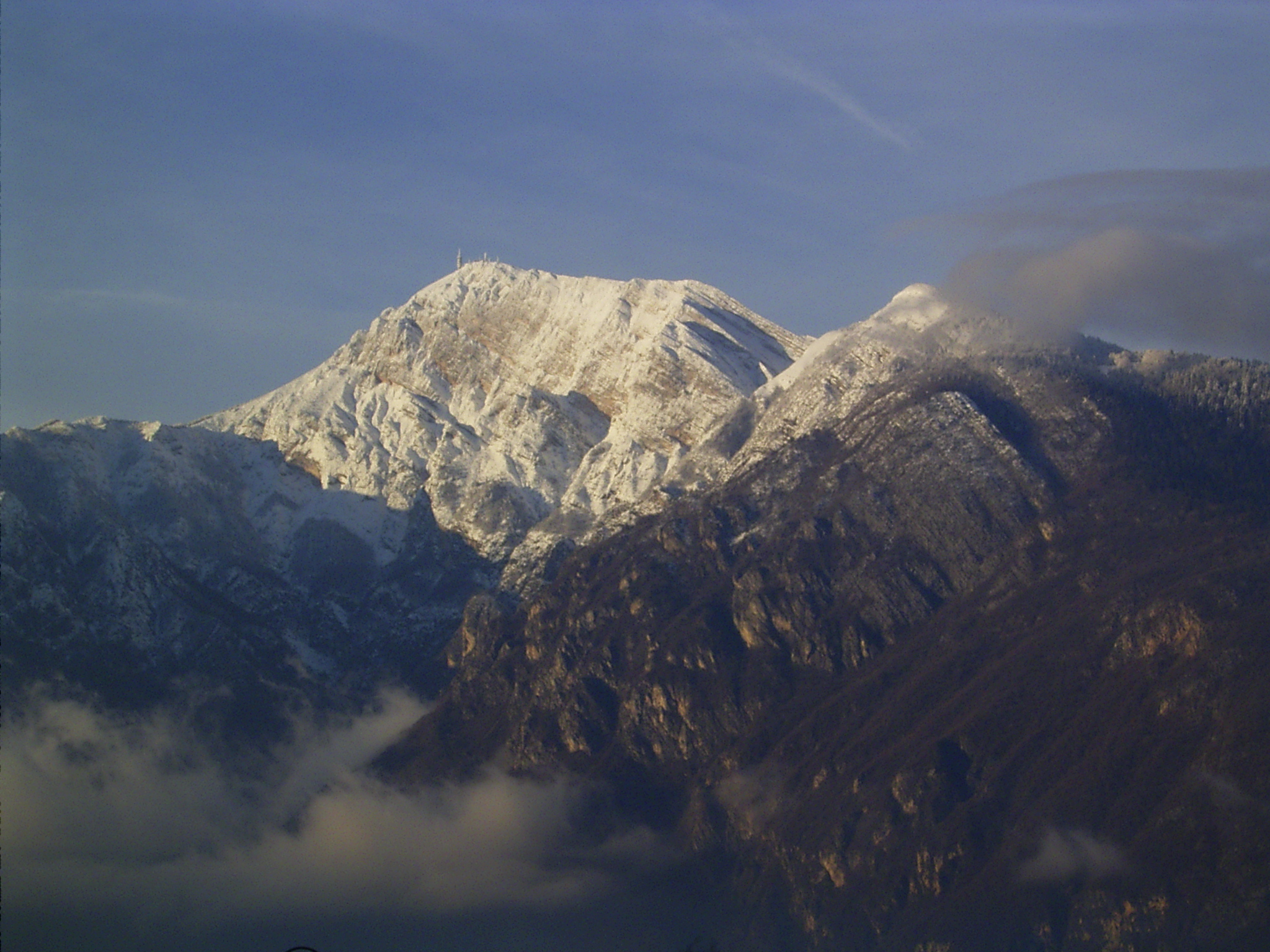

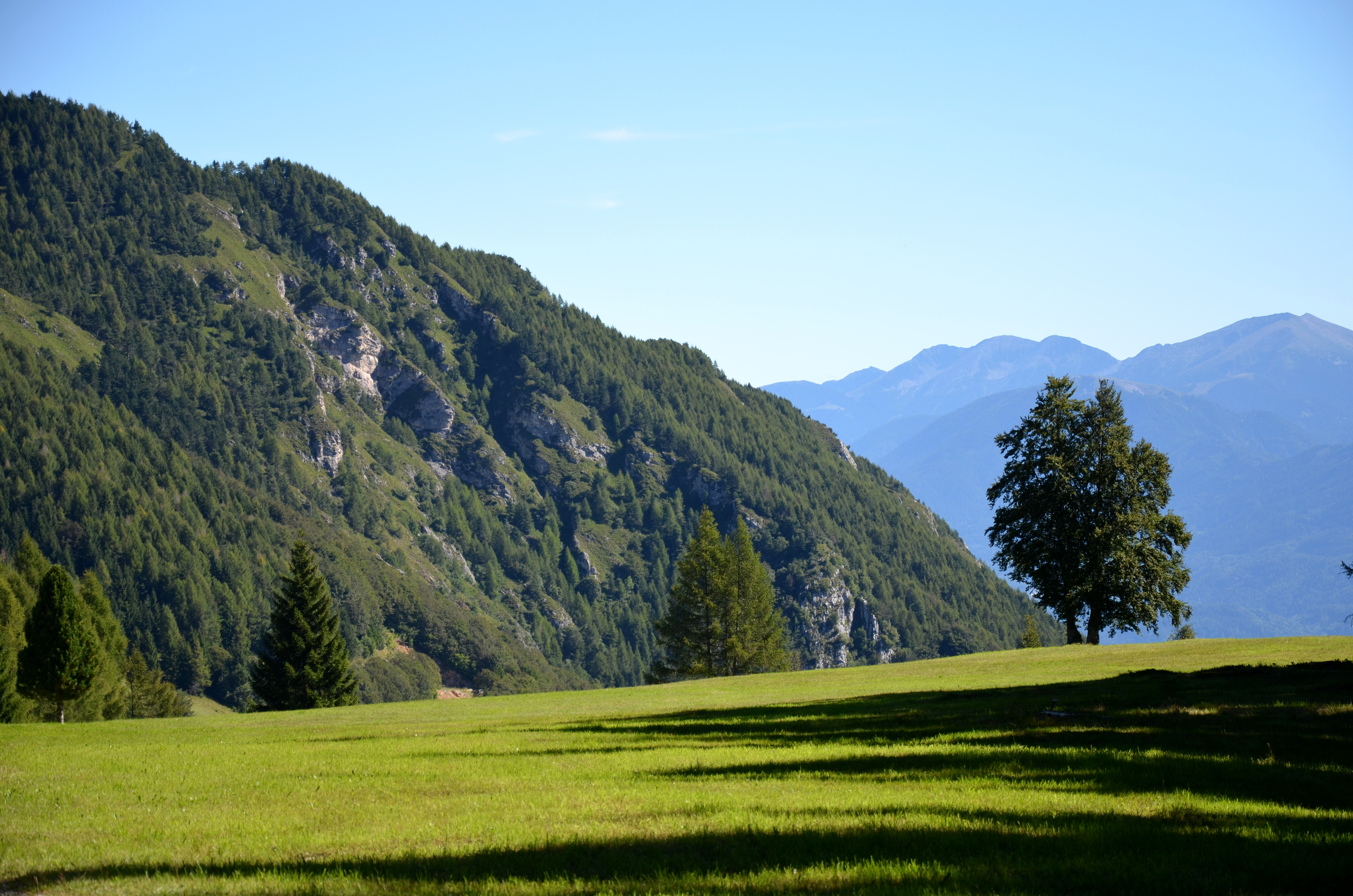

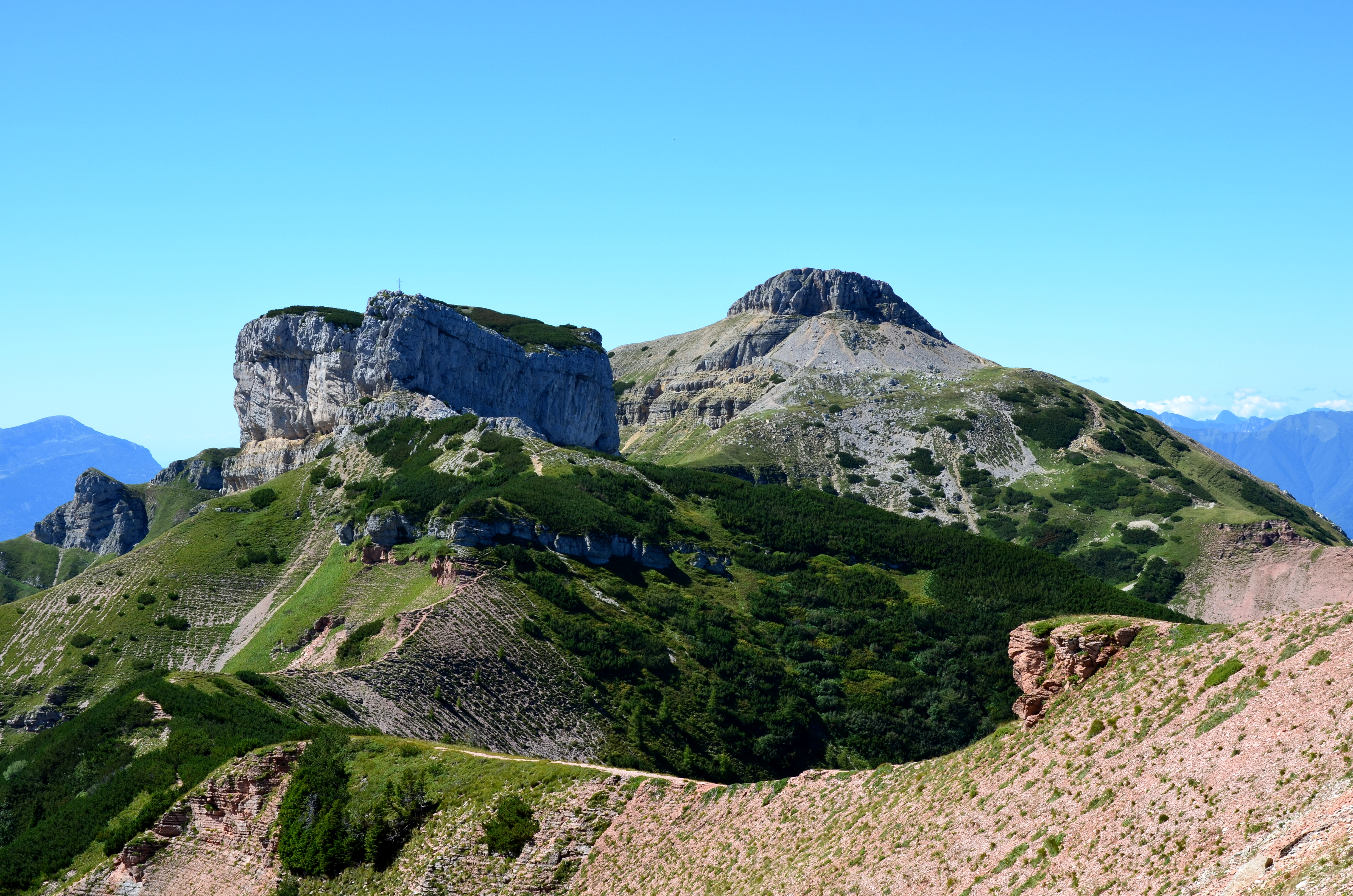

45°59′17″N 11°1′51″E / 45.98806°N 11.03083°E
邦多內山（義大利語：Monte Bondone），是意大利的山峰，位於該國北部，由特倫蒂諾-上阿迪傑大區負責管轄，處於特倫托以西，屬於加達山脈的一部分，海拔高度2,180米。